# Harcerstwo Polskie w Republice Czeskiej
Harcerstwo Polskie w Republice Czeskiej (HPC) – niezależna organizacja harcerska działająca w polskiej mniejszości narodowej na terenie Republiki Czeskiej (Śląska Cieszyńskiego), zrzeszająca dzieci z polskich szkół podstawowych i średniej na terenie Republiki Czeskiej. HPC ma na celu uczyć dzieci i młodzieży zaradności i samodzielności. HPC kieruje się prostymi wartościami i zasadami, które zostały zweryfikowane i przyswojone przez pokolenia skautów i skautek z całego świata. Zawarte są w Prawie i Obietnicy Zucha, Prawie i Przyrzeczeniu Harcerskim oraz w Zobowiązaniu Instruktorskim. Do edukacji i wychowania HPC stosuje pedagogikę przeżyć. HPC działa pod honorowym protektoratem Prezydenta Rzeczypospolitej Polskiej. HPC w roku 2019 liczyło 318 członków.

## Struktura
HPC obejmuje 5 drużyn harcerskich (HDW „Opty”, Czeski Cieszyn, HDW „Grom”, Bystrzyca, DH „Czarne Pantery”, Trzyniec, DH im. Żwirki i Wigury, Cierlicko, 2.KDH „Wielka Niedźwiedzica”, Karwina), 4 gromady zuchowe (GZ „Koniki Morskie”, Czeski Cieszyn, „Mieszkańcy Zielonego Lasu”, Cierlicko, GZ „Wilczęta”, Karwina, GZ „Wesołe Ogniki”, Olbrachcice) oraz krąg instruktorski „Watra” i krąg seniora.

## Historia

### 1912-1939
Historia HPC zaczęła się w Orłowej w 1912 r. W tym mieście skauci polscy wytworzyli pierwszą stanicę harcerską na Śląsku Cieszyńskim. W przeciągu dziejów skauci, a później harcerze, byli owymi rycerzami spod kresowych stanic, którzy bronili polskich granic na Ziemi Cieszyńskiej i to tak w pojęciu geograficznym, jak – po podziale Śląska – w pojęciu kulturowym. Szczególnie na początku ruchu skautowego był on na ziemiach polskich ściśle związany z ideą niepodległości państwa polskiego, które, w czasach przed I wojną światową podzielone było między trzech zaborców: Prusy, Austro-Węgry i Rosję. Powstanie pierwszej drużyny harcerskiej na terenie Śląska Cieszyńskiego przypada na drugą dekadę 20 wieku – okres, w którym Śląsk Cieszyński znajdował się pod panowaniem austriackim. Została założona przez polonistę, Romana Pollaka.

### 1939–1945
W czasie wojny członkowie HPC przygotowywali się do pomocy wojsku polskiemu w razie potrzeby. HPC poniosło liczne ofiary.

### 1945-1951
Stowarzyszenia i organizacje wskrzeszały swą działalność, którą zatrzymała wojna. Również polska mniejszość narodowa na Śląsku Cieszyńskim rozpoczęła starania o wznowienie działalności swych przedwojennych towarzystw i organizacji. W latach 1945–1947 między Polską a Czechosłowacją toczył się spór o przynależność państwową Śląska Cieszyńskiego, któremu towarzyszyły liczne tarcia na tle narodowościowym wśród miejscowej ludności, co uniemożliwiało swobodnie rozwinąć działalność organizacyjną. W takich warunkach wszelkie dążenia do odbudowy polskich placówek i organizacji spotykały się z negatywną reakcją urzędów czechosłowackich. Polskie związki na Zaolziu działały więc półlegalnie. Zastana sytuacja nie ominęła HPC. Do zasadniczej zmiany w stosunkach czesko-polskich doszło dopiero po podpisaniu między tymi państwami 10 marca 1947 r. umowy o współpracy. Załącznik do umowy zapewniał polskiej mniejszości narodowej m.in. powołanie dwóch organizacji, Polskiego Związku Kulturalno-Oświatowego (PZKO) i Stowarzyszenia Młodzieży Polskiej (SMP). W lutym 1948 r. dojście do władzy w Czechosłowacji partii komunistycznej oznaczało zmianę systemu politycznego. W stosunku nowego rządu do harcerzy nic się nie poprawiło, raczej pogorszyło. Władze demokratyczne szykanowały harcerzy z powodu ich przynależności do polskiej grupy narodowej, nowe władze komunistyczne zaś z powodu „burżuazyjnego” rodowodu skautingu – przez głosicieli ideologii marksistowskiej był on bowiem postrzegany jako „wymysł wrogiej klasy burżuazyjnej”.

### 1968–1970
Wrzenie społeczne, narastające w Czechosłowacji w drugiej połowie lat sześćdziesiątych, ogarnęło również Polaków na Zaolziu. Zasady działania, wytyczone przez władze komunistyczne dla PZKO, jedynej organizacji polskiej w Czechosłowacji, przestały wystarczać. W Zarządzie Głównym PZKO powstały trzy grupy inicjatywne, mające za cel reaktywowanie ruchu młodzieżowego, ruchu sportowego oraz harcerstwa. Tego ostatniego zadania podjął się członek władz PZKO, a zarazem przedwojenny harcerz – hm. Władysław Wróbel. W grupie harcerskiej znaleźli się m.in. Ernest Sembol, Jan Rusnok, Henryk Jasiczek, a wkrótce dołączył do nich inż. Mieczysław Piszczek. Grupa ta energicznie zaczęła działać na rzecz reaktywowania harcerstwa, rozpoczynając od nawiązania kontaktów z instruktorami i harcerzami, mającymi doświadczenie z czasów przedwojennych i lat czterdziestych. Hm. Adolf Szurman zaproponował szczegółowo opracowane przez siebie materiały dotyczące statutu, struktury i metodyki HPC. Grupa inicjatywna zwołała dwa spotkania w „Dziupli” – klubie w suterenie ZG PZKO w Cz. Cieszynie, na które przyszło ok. sześćdziesięciu byłych instruktorów i harcerzy. Tam zapadła wstępna decyzja, by reaktywować HPC na razie jako sekcję PZKO. HPC działało też w ramach organizacji „Pioniera”

### 1989-2013
M.in. dzięki aksamitnej rewolucji HPC było oficjalnie wznowione. Od tej pory działało, czy znowu zaczynało działać w 100% legalnie. Było powołane na mocy ogłoszenia opublikowanego w „Głosie Ludu” dnia 18. 12. 1989 następującej treści: „Wzywamy wszystkich naszych harcerzy, instruktorów, drużynowych i przyjaciół do wznowienia działalności i tworzenia drużyn i zastępów harcerskich.” Realizacji tego zadania podjęli się byli członkowie Rady Naczelnej HPC z roku 1970. Na zebraniu byłej Rady Naczelnej HPC, wybranej na II Konferencji HPC w 1970 r., poszerzonym o chętnych do pracy działaczy, które odbyło się w Klubie PZKO przy ul. Bożka w Czeskim Cieszynie pod koniec stycznia 1990 r., zjawiło się obok byłych działaczy HPC i „Pionierowców” sporo początkujących instruktorów. W wyborach wyłoniono skład tymczasowej dziewięcioosobowej Rady Naczelnej HPC i wybrano naczelnika. Został nim hm. Władysław Sztebel. Obszerny program działania, w którym była mowa o sposobie zakładania drużyn, współpracy z innymi organizacjami młodzieżowymi, urządzaniu szkoleń dla zastępowych i przybocznych, spotkał się z ogólnym poparciem. Zgoda zapanowała co do postulatu szybkiego zwołania Zjazdu HPC.

## Naczelnicy i przewodniczący HPC
1. dr Jan Buzek (1924-1936)
2. dr Jan Kubok (VIII-XII 1945) (Rada ta próbowała wznowić działalność drużyn harcerskich, władze jednak na to nie zezwalały)
3. Henryk Jasiczek (1947-1949)
4. Władysław Wróbel (1949-1950)
5. Władysław Wróbel (IX-XI 1968)
6. Mieczysław Piszczek (XI 1968- V 1970)
7. Władysław Sztebel (1989–1992)
8. Kazimierz Worek (1992–1999)
9. Alicja Berki (1999–2006)
10. Krzysztof Mitura (2006-2023)
11. Andrzej Glac (od 2023)